# Мабулу, Кристофер
Кристофер Мабулу (фр. Christopher Maboulou 19 марта 1990[…], Монфермей — 10 января 2021, Монфермей) — французский футболист.

## Карьера
Мабулу родился в районе Боске в Монфермейле. В возрасте 8 лет он присоединился к местному футбольному клубу и играл за него в течение 10 лет. С 2009 по 2011 год он сыграл 16 матчей за «Шатору». В 2011 году у Мабулу начались проблемы с сердцем, из-за чего он не мог играть в течение двух лет, так как врачи признали его негодным к игре. В 2013 году Мабулу подписал однолетний контракт с «Шатору», а в 2014 году он перешёл в команду Лиги 1 «Бастия», заключив трёхлетний контракт. Он забил два гола в матче Лиги 1 против «Марселя», когда «Бастия» сыграла вничью 3:3 с «Марселем». Он был отпущен из «Бастии» в конце сезона 2015/16, проведя 10 матчей в том сезоне.
10 января 2021 года у Мабулу случился сердечный приступ во время игры в футбол с друзьями в Бонди близ Монфермейля. Он умер в больнице в тот же день в возрасте 30 лет. 23 января перед матчем Лиги 2 между «Шатору» и «Валансьеном» состоялась минута молчания в его память.